# João III Ducas Vatatzes
João III Ducas Vatatzes (em grego: Ιωάννης Γ΄ Δούκας Βατάτζης, Iōannēs III Doukas Batatzēs) (1192 – 3 de Novembro de 1254), foi imperador bizantino que reinou em Niceia (1221–1254).

## Subida ao trono de Niceia
João Ducas Vatatzes era, provavelmente, filho do general Basílio Vatatzes e de uma prima, não identificada, dos imperadores Isaac II Ângelo e Aleixo III Ângelo.
Um soldado com uma carreira brilhante, proveniente de uma família com tradições militares, João foi escolhido pelo imperador Teodoro I Láscaris, em 1212, para marido da sua filha Irene Lascarina, e para herdeiro do trono. Esta decisão afastava da sucessão ao trono imperial no exílio vários membros da família Láscaris, e quando João III Ducas Vatatzes se tornou imperador em meados de Dezembro de 1221, teve de enfrentar diversos opositores ao seu governo. O conflito terminou com uma batalha em 1224, na qual os seus adversários foram derrotados apesar do apoio que o Império Latino de Constantinopla lhes dispensara. A vitória de João III teve como resultado a cedência de territórios pelo Império Latino em 1225, ao que se seguiu uma incursão pelos Gregos na Europa, durante a qual conquistaram Adrianópolis.

## Confrontos e expansão do Império de Niceia
Adrianópolis foi arrebatada a João III por Teodoro I Comneno Ducas, déspota de Epiro e senhor de Tessalónica, que em 1227 repeliu os Bizantinos e anexou boa parte da Trácia. A morte de Teodoro às mãos de João Asen II da Bulgária em 1230 e a consequente derrota dos Epirotas e perturbação política interna do Despotado, pôs fim ao perigo que representava Tessalónica, e João III fez uma aliança com a Bulgária contra o Império Latino. Em 1235, esta aliança teve como efeito a restauração do patriarcado búlgaro  e o casamento entre a filha de João II Asen e o filho de João III. Nesse mesmo ano os Búlgaros e os Bizantinos lançaram uma campanha contra o Império Latino, e em 1236 tentaram um cerco a Constantinopla. Detido o ataque diante das ainda inexpugnáveis fortificações da cidade, pouco tempo depois João II passou a praticar uma política ambivalente, tornando-se na prática neutral, e deixando João III politicamente sozinho.
Apesar de alguns reveses frente ao Império Latino em 1240, João III conseguiu tirar partido da morte de João II em 1241 para impôr a soberania bizantina à cidade de Tessalónica em 1242 e à maior parte da Trácia búlgara em 1246. Imediatamente a seguir, João III conseguiu estabelecer um bloqueio eficaz a Constantinopla, e os últimos anos do seu reinado assistiram ao alargar da extensão do poderio Bizantino no Ocidente, onde João III se esforçou por conter a expansão do Despotado do Epiro.
João III Ducas Vatatzes foi um governante eficaz que estabeleceu firmemente as bases para a reconquista de Constantinopla. Conseguiu manter e gerir boas relações com os seus vizinhos mais poderosos, a Bulgária e o Sultanato de Rum, e a sua rede de relações diplomáticas estendia-se ao Sacro Império Romano-Germânico e à Santa Sé, seladas pelo seu segundo casamento com Ana de Hohenstaufen, enquanto que os seus exércitos incorporavam mercenários franceses.
A expansão do Império de Niceia pela Europa durante o reinado de João III incluiu não só a Trácia e a Macedónia como também as ilhas do Mar Egeu e a importante ilha de Rodes. Para mais, a João III são reconhecidos os méritos de ter desenvolvido cuidadosamente a economia e a prosperidade do seu império, bem como a aplicação da justiça. Apesar de sofrer de epilepsia, João III foi um comandante activo e presente tanto em tempo de paz quanto de guerra, e foi canonizado pouco depois da sua morte, com o nome de João, o Misericordioso.

## Casamentos e descendência
João III Ducas Vatatzes casou em primeiras núpcias em 1212 com Irene Lascarina, filha do seu antecessor Teodoro I Láscaris que fundara o Império de Niceia, de quem teve um único filho, o seu sucessor Teodoro II Ducas Láscaris. Irene, na sequência de uma queda de cavalo, terá ficado incapacitada para ter mais filhos, retirando-se para um convento onde morreria em 1239 sob o nome monástico de Eugénia. João III casou em segundas núpcias com Ana de Hohenstaufen, filha ilegítima de Frederico II, Sacro Imperador Romano-Germânico e da sua amante Bianca Lancia. Não tiveram descendência.